# Leopold Ruszczyc
Leopold Ruszczyc (ur. 18 listopada 1893, zm. 5 października 1939 w Zamościu) – major dyplomowany piechoty Wojska Polskiego, kawaler Orderu Virtuti Militari.

## Życiorys
W czasie I wojny światowej walczył w Legionach Polskich . 18 marca 1919, jako podoficer byłych Legionów Polskich został mianowany z dniem 1 marca tego roku podporucznikiem piechoty z równoczesnym przeniesieniem z 5 do 4 Pułku Piechoty Legionów. 
1 czerwca 1921 ponownie pełnił służbę w 5 Pułku Piechoty Legionów, w stopniu kapitana. 3 maja 1922 został zweryfikowany w stopniu kapitana ze starszeństwem z 1 czerwca 1919 i 951. lokatą w korpusie oficerów piechoty. Później został przeniesiony do 86 Pułku Piechoty w Mołodecznie.
31 października 1923 został  powołany do Wyższej Szkoły Wojennej w Warszawie, w charakterze słuchacza V Kursu 1923/25. 1 października 1925, po ukończeniu kursu i otrzymaniu dyplomu naukowego oficera Sztabu Generalnego, został przydzielony do Oddziału V Sztabu Generalnego, pozostając oficerem nadetatowym 86 pp. 
W maju 1926 został przeniesiony do Korpusu Ochrony Pogranicza na stanowisko I oficera sztabu 1 Brygady Ochrony Pogranicza w Zdołbunowie. 12 kwietnia 1927 został mianowany majorem ze starszeństwem z 1 stycznia 1927 i 72. lokatą w korpusie oficerów piechoty. 23 grudnia 1927 został przeniesiony z 86 pp do kadry oficerów piechoty z pozostawieniem na dotychczas zajmowanym stanowisku w KOP. W kwietniu 1929 został przeniesiony z KOP do kadry oficerów piechoty z równoczesnym przeniesieniem służbowym do Komendy Straży Granicznej w Warszawie na stanowisko szefa sztabu. 
We wrześniu 1931 został przeniesiony do dyspozycji szefa Sztabu Głównego. W czerwcu 1933 został przeniesiony do 12 Pułku Piechoty w Wadowicach na stanowisko dowódcy III batalionu, detaszowanego w Krakowie. W marcu 1934 został zwolniony z zajmowanego stanowiska i oddany do dyspozycji dowódcy Okręgu Korpusu Nr V, a z dniem 30 września tego roku przeniesiony w stan spoczynku.
W czasie kampanii wrześniowej walczył jako oficer sztabu grupy pułkownika Mariana Ocetkiewicza. 23 września w Podlodowie został ranny. Zmarł 5 października 1939 w Zamościu, w następstwie odniesionych ran. Został pochowany na cmentarzu Parafii Katedralnej Zmartwychwstania Pańskiego i Św. Tomasza w Zamościu (sektor XXV-17-35-41).

## Ordery i odznaczenia
- Krzyż Srebrny Orderu Wojskowego Virtuti Militari[22]
- Krzyż Walecznych (czterokrotnie)[22]
- Złoty Krzyż Zasługi[22]
- Odznaka za Rany i Kontuzje
- Medal 10 Rocznicy Wojny Niepodległościowej (Łotwa)[23]